# 海部犬
海部犬（かいふけん）は、徳島県原産の日本犬の一種である。

## 概要
徳島県海部郡を中心として飼育・繁殖されてきた地犬。羽根犬と同様に短尾が特徴の久尾の犬が原種とされ、山出しされた犬がイノシシ猟で使用されたことにより有名となった。久尾の犬を含む海部郡の犬を海部犬と称しているが、旧宍喰町においては宍喰犬と呼ばれていた。
四国においては徳島県の海部川や野根川および高知県の半利川や安田川などの上流部は優秀な猪犬の産地であり、近年まで室戸系と呼ばれる犬が残っていた。その中でも旧海部町に優れた猟師の猪犬が海部犬として世に知られたことから海部犬の名が有名となった。
近年では猟師の減少、特に犬を用いた猟を行う猟師の減少が犬猟の衰退が著しい。2022年現在では原産地の旧海部町では純粋な血統は存在していないが、多くはないものの徳島市周辺の猟師宅にて飼育されている。また、旧宍喰町では宍戸犬の系統が数名の猟師の間で飼育されている。しかしながら猟師の高齢化が進んでおり、将来的な絶滅が危惧されている。

## 特徴
シダや竹類が茂っている沿岸部において特に有能な猟犬であるとされ、イノシシを鳴き止めを中心として適度に噛む猟芸が特徴とされる。